# هاردينكسفيلد- خيسيندام
هاردينكسفيلد- خيسيندام Hardinxveld-Giessendam  هي مدينة وبلدية غرب هولندا، في مقاطعة جنوب هولندا.

## طوبوغرافيا
خريطة طوبوغرافية هولندية لبلدية هاردينكسفيلد- خيسيندام، يونيو 2015، (تقرأ بعد ثلاث نقرات على الخريطة).

## معرض صور

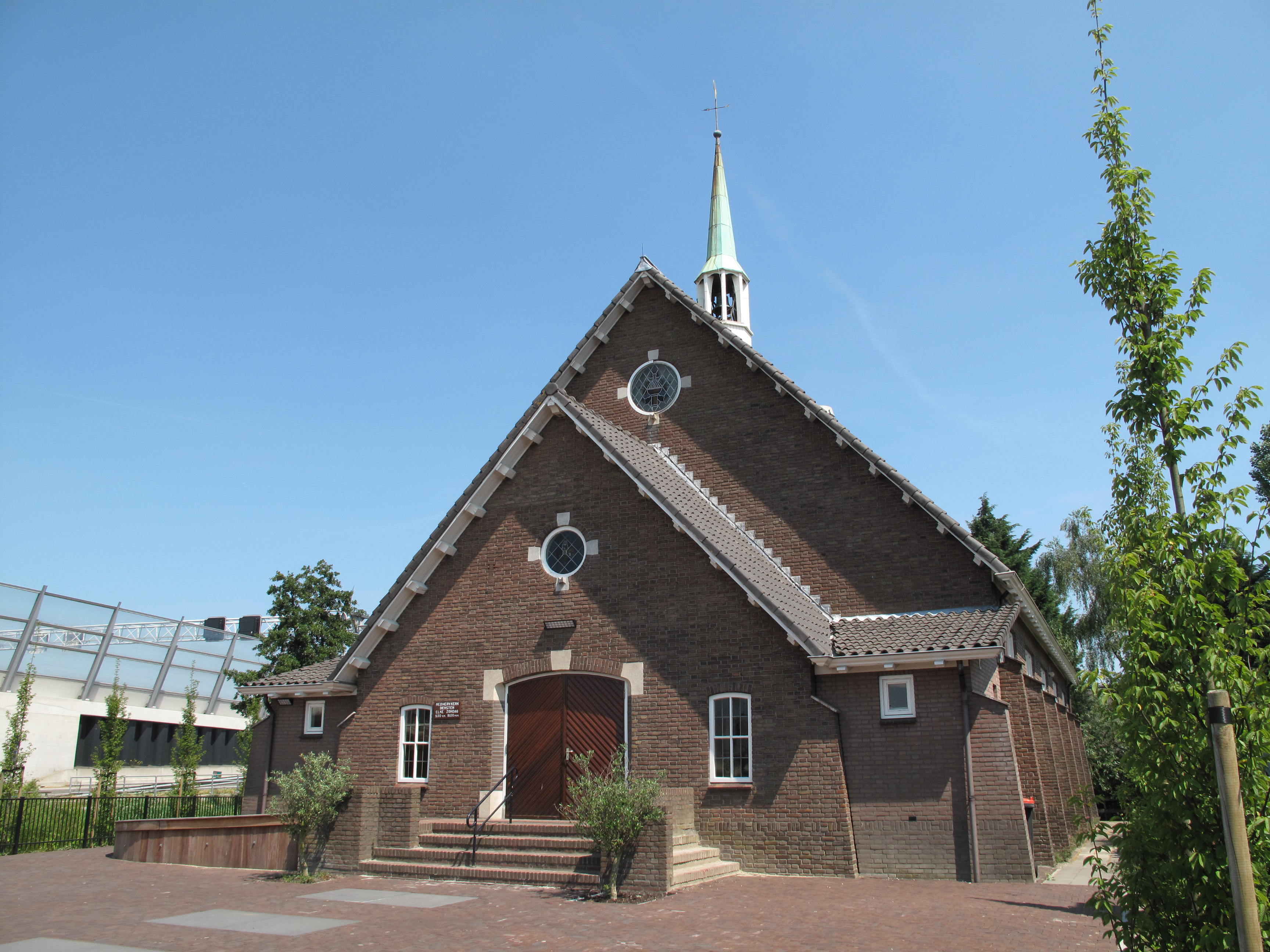
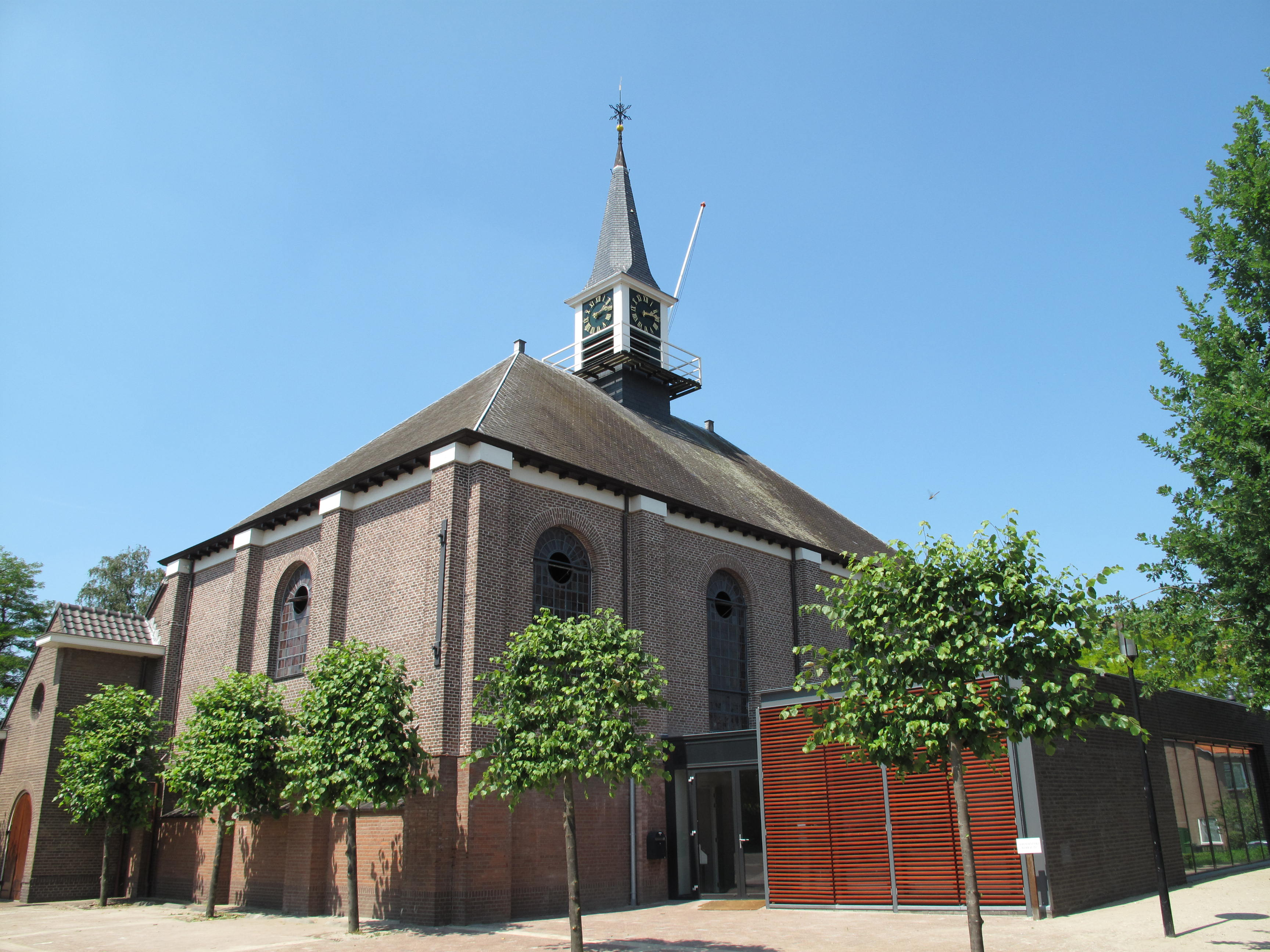
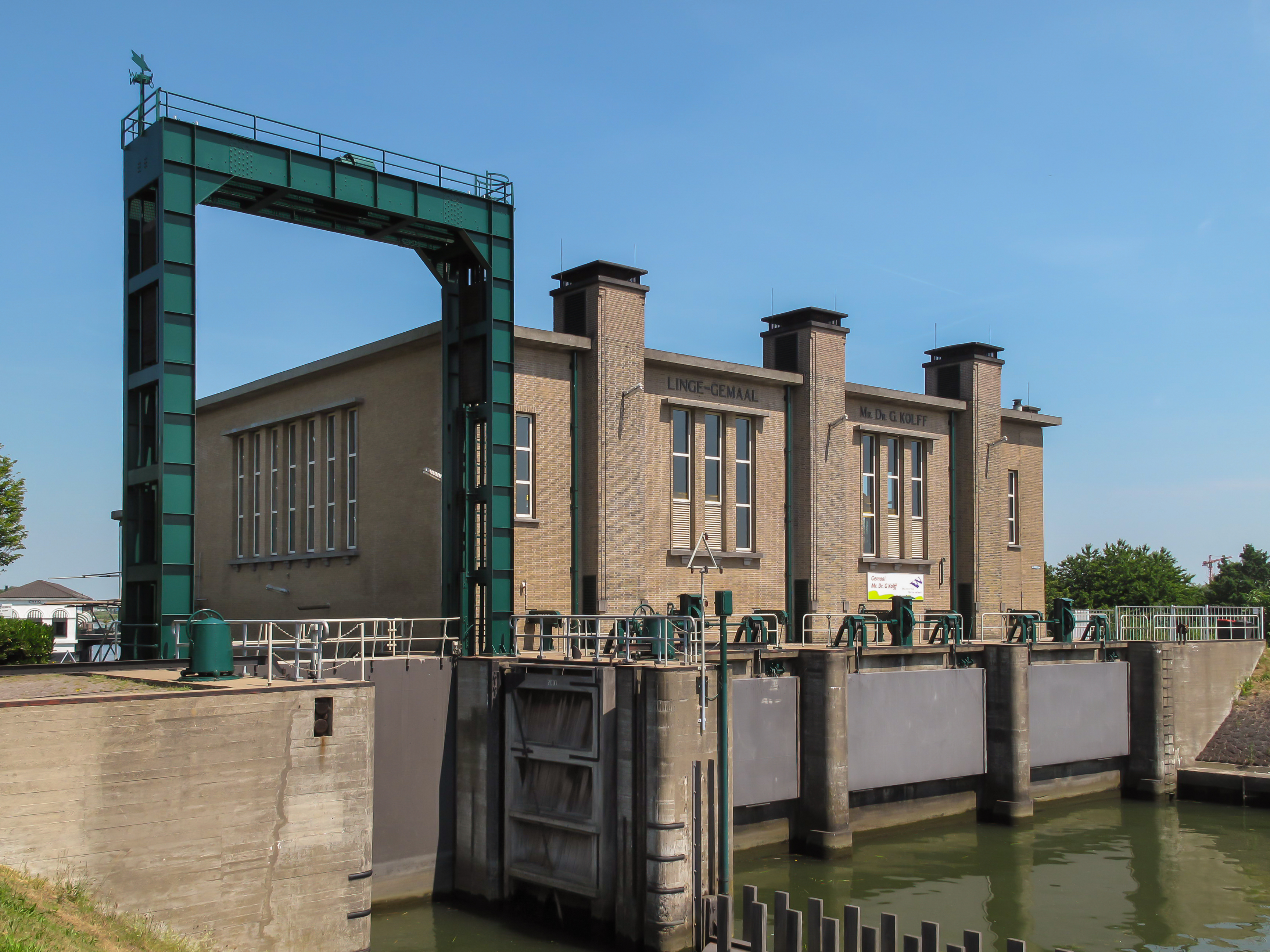
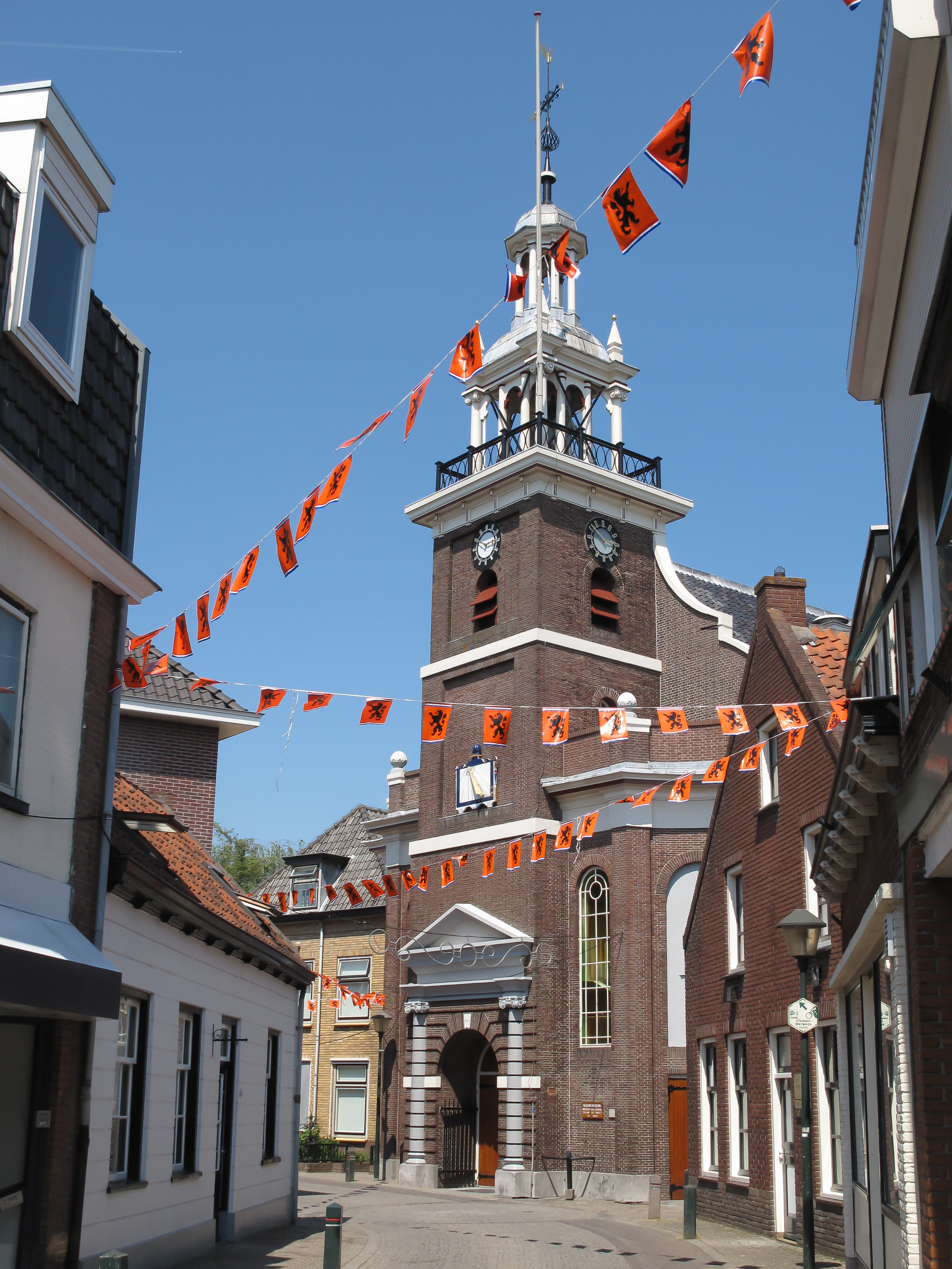